# Tragacantha
Tragacantha là một chi thực vật có hoa trong họ Đậu.